# King Robbo
King Robbo fue un escritor de grafiti inglés underground que se volvió muy conocido después de la guerra de grafitis que tuvo con Banksy. La lucha comenzó en los noventa, cuando en un encuentro Banksy le dijo que no conocía a Robbo. Este le golpeó, algo que Banksy ha negado siempre. Una serie documental de Channel 4 llamada "Graffiti Wars" (Guerra de grafitis) habla sobre la enemistad entre ambos artistas.

## Trabajos
Robbo hizo su primer grafiti en 1985 y en 1988 dibujó "Merry Chistmas", una pieza compartida con Drax WD que recibió la cobertura en el canal ITV y en el Independent
El duelo con Banksy ayudó a popularizar la fama de Robbo fuera de sus ámbitos y entró en el mundo del arte comercial al participar en diferentes galerías de arte en 2010 y 2011. En febrero de 2011 pintó un retrato gigante en el muro de la Kunsthaus Tacheles de Berlín para el estreno de la película  Yelling to the Sky.

## Pelea con Banksy
Si bien se cuenta que todo comenzó en un encuentro entre los dos grafiteros en el que Banksy aseguró no conocer a Robbo y éste le propinó un golpe, Banksy siempre lo ha negado. Así los hechos parecen haber comenzado en 1985, cuando King Robbo pintó un grafiti a todo color en el Regent's Canal de Camden, en Londres, que fue bautizado como Robbo Incorporate. La obra era casi inaccesible ya que para llegar había que atravesar el agua. Con los años el grafiti se deterioró y se hicieron pequeñas pintadas sobre él. En 2009 un grafitero que usaba plantillas, cubrió gran parte del dibujo de Robbo: un obrero pintando la pared. El 25 de diciembre de 2009 Robbo firmó con sus letras en plateado sobre el dibujo atribuido a Banksy. Tres días después aparecieron las letras Fuc delante de la palabra King. Desde entonces hubo diferentes pintadas encima de la obra del rival, incluyendo la famosa lápida "R.I.P. Banksy's career" (Descanse en Paz la carrera de Banksy) en su dibujo del Top Cat.
Este incidente motivó a otros grafiteros a hacer la guerra contra Banksy, alterando sus obras bajo el nombre de "Team Robbo" (Equipo Robbo). Algunos de los ataques que han recibido las obras del artista Banksy como Hitchhiker to Anywhere (Autoestopista hacia cualquier lugar), donde se sustituyó Anywhere por "going nowhere" ("a ninguna parte").

## Lesión y muerte
El 2 de abril de 2011 King Robbo estuvo en grave peligro de muerte durante 5 días justo antes de su exposición en la Signal Gallery con Shoreditch: "Team Robbo - The Sell Out Tour". La lesión se debió a una caída accidental. Su recuperación fue muy lenta, permaneciendo en coma durante tres años. El artista falleció el 31 de julio de 2014.
En noviembre de 2011 el mural de Robbo ubicado en el Regent's Channel fue pintado de blanco y negro representando el dibujo original y con unos añadidos hechos con aerosol: una corona y un perro con un símbolo de peligro y  una llama sobre él. Éste está hecho por Banksy como tributo a Robbo y como un esfuerzo por acabar la pelea entre ambos artistas.
El mural fue restaurado a su forma original con pequeños cambios por otros miembros del "Team Robbo" el 24 de diciembre de 2011.